# Kigwancha SC
Der Kigwancha Sports Club bzw. Kigwancha Sports Team (기관차체육단), meistens jedoch einfach Lokomotive Sinŭiju genannt, ist ein Fußballverein aus der Stadt Sinŭiju, welche sich in der nordkoreanischen Provinz P’yŏngan-pukto in unmittelbarer Nähe zur chinesischen Grenze befindet.

## Geschichte
Der Verein wurde im Januar 1956 gegründet und spielt in der höchsten Liga des Landes, der DPR Korea Liga.

## Stadion
Bei Heimspielen wird das Sinŭiju-Stadion genutzt, das 17.500 Zuschauer fasst.

## Erfolge
Meister der DPR Korea Liga: 5
- 1996, 1997, 1998, 1999, 2000

Im Jahr 2006 wurde die Mannschaft Dritter der Liga. 2016 zog Kigwancha SC in die Play-offs des AFC Cup 2017 ein, der gegnerische Verein muss noch ermittelt werden.

## Bekannte Spieler
- Lee Kwan-Myong
- Pak Chol-ryong, spielte von 2008 bis 2009 für den FC Concordia Basel und spielte für die U-17 Auswahl sowie derzeit für die nordkoreanische Fußballnationalmannschaft